# Coris
Coris es un género de peces de la familia de los Labridae y del orden de los Perciformes.

## Especies
Existen 27 especies de este género, de acuerdo con FishBase:
- Coris atlantica Günther, 1862
- Coris auricularis (Valenciennes, 1839)
- Coris aurilineata Randall y Kuiter, 1982
- Coris aygula Lacépède, 1801
- Coris ballieui Vaillant y Sauvage, 1875
- Coris batuensis (Bleeker, 1856)
- Coris bulbifrons Randall y Kuiter, 1982
- Coris caudimacula (Quoy y Gaimard, 1834)
- Coris centralis Randall, 1999
- Coris cuvieri (Bennett, 1831)
- Coris debueni Randall, 1999
- Coris dorsomacula Fowler, 1908
- Coris flavovittata (Bennett, 1828)
- Coris formosa (Bennett, 1830)
- Coris gaimard (Quoy y Gaimard, 1824)
- Coris hewetti Randall, 1999
- Coris julis (Linnaeus, 1758) - julia
- Coris latifasciata Randall, 2013[3]
- Coris marquesensis Randall, 1999
- Coris musume (Jordan y Snyder, 1904)
- Coris nigrotaenia Mee y Hare, 1995
- Coris picta (Bloch y Schneider, 1801)
- Coris pictoides Randall y Kuiter, 1982
- Coris roseoviridis Randall, 1999
- Coris sandeyeri (Hector, 1884)
- Coris variegata (Rüppell, 1835)
- Coris venusta Vaillant y Sauvage, 1875